# Австрійсько-ізраїльські відносини
Австрі́йсько-ізра́їльські відно́сини — це термін, що використовується для опису двосторонніх міжнародних відносин між Австрією та Ізраїлем.

## Історія
Австрія визнала Ізраїль 5 березня 1949. У неї є посольство в Тель-Авіві та 3 почесних консульства (у Ейлаті, Хайфі та Єрусалимі). В Ізраїлю є посольство у Відні. Обидві країни є повними членами Середземноморського союзу.
У 2000 після того як права Партія Свободи Йорга Гайдера приєдналась до коаліційного уряду, Ізраїль відкликав свого посла. Після переговорів у Єрусалимі з міністром закордонних справ Австрії Бенітою Ферреро-Вальднер 2003 року, відносини було відновлено.

## Посли Ізраїлю в Австрії
| Роки                       | Посол                                         |
| -------------------------- | --------------------------------------------- |
| 1950 — 1955                | Аріе Ешель (генеральний консул)               |
| 1955 — 1958                | Шмуель Бенцур (генеральний консул)            |
| 1958 — 1960                | Єхезкіель Сахар                               |
| 1961 — 1963                | Натан Пелед                                   |
| 1963 — 1967                | Міхаель Сімон                                 |
| 1967 — 1971                | Цеев Шек                                      |
| 1971 — 1974                | Їцхак Патіш                                   |
| 1974 — 1977                | Др. Авігдор Данан                             |
| 1977 — 1979                | Яаков Дорон                                   |
| 1979 — 1983                | Іссачар Бен-Яаков                             |
| 1984 — 1986                | Міхаель Іліцур                                |
| 1986 — 1990                | Гідеон Ярден (тимчасово повірений у справах)  |
| 1990 — 1993                | Уріел (Петер) Аран                            |
| 1993 — 1995                | Др. Йосеф Говрін                              |
| 1995 — січень 1998         | Йоель Шер                                     |
| березень 1998 — лютий 2000 | Натан Мерон                                   |
| лютий 2000 — липень 2001   | Ілан Бендов (тимчасово повірений у справах)   |
| липень 2001 — лютий 2004   | Авраам Толедо (тимчасово повірений у справах) |
| лютий 2004 — грудень 2004  | Авраам Толедо                                 |
| 2005 — 2009                | Дан Ашбель                                    |
| 2009 — 2013                | Авів Шір'он                                   |
| 2013 — 2015                | Цві Хейфец                                    |
| листопад 2015              | Талія Ладор-Фрешер                            |